# 모토로라 드로이드 프로
모토로라 드로이드 프로(영어: Motorola Droid Pro)는 모토로라 모빌리티에서 제조/판매하는 안드로이드 스마트폰이며, 출시 당시 안드로이드 2.2 프로요를 탑재하였다.

## 제품명
본 제품명은 미국에서 통신사에 따라 버라이즌은 모토로라 드로이드(Droid) PRO, 스프린트 넥스텔 자화사인 부스트 모바일에서는 모토로라 XPRT라는 이름으로 출시되었다. 전 세계 모델은 모토로라 PRO라는 이름으로 출시된다.

## 출시 국가

### 표준 모델
- 미국

그 외 다수 국가

## 색상
- 프리미엄 블랙

## 같이 보기
- 모토로라 모토쿼티